# Ringwall im Ottmaringer Holz

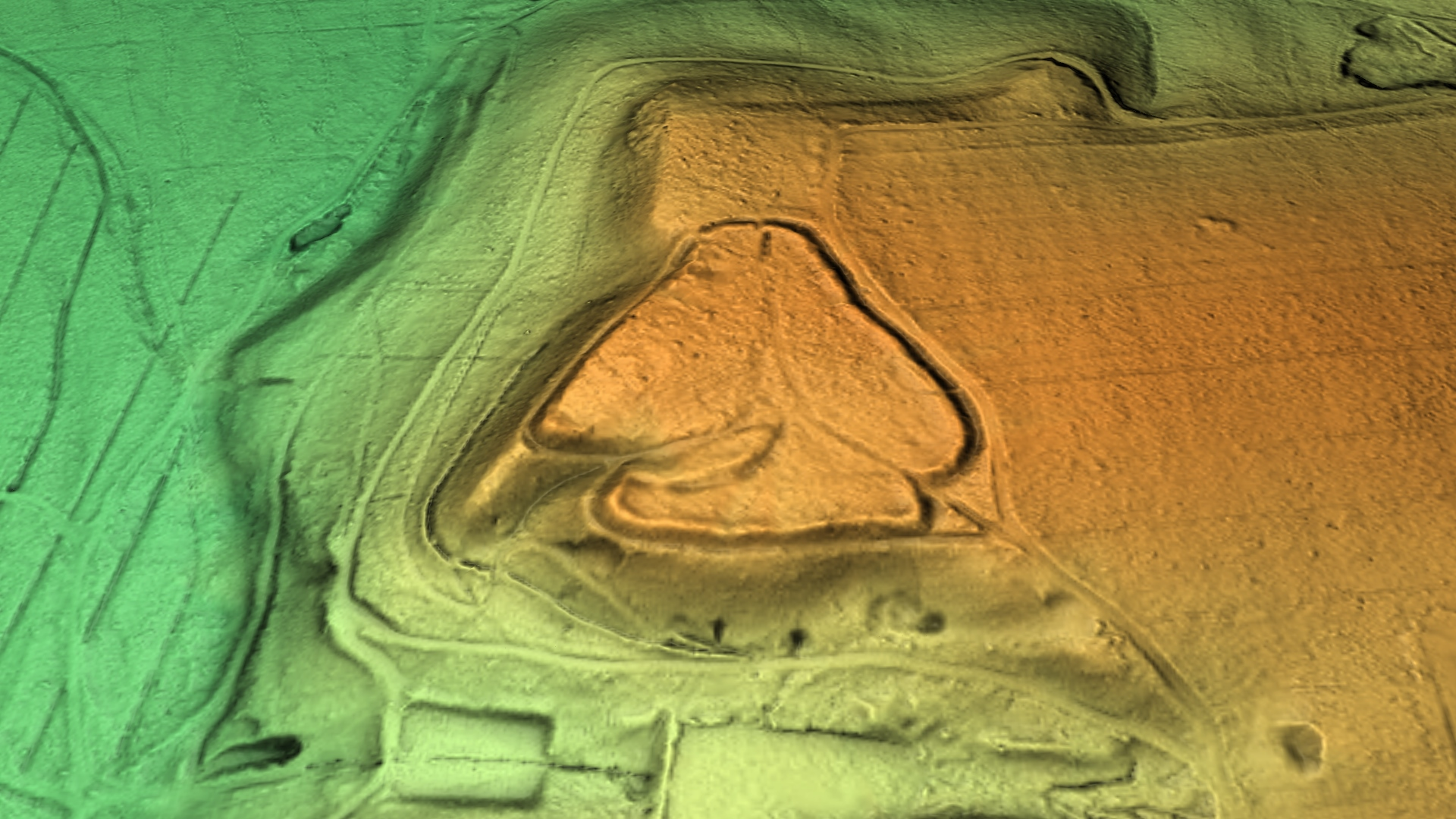
3D-Ansicht des digitalen Geländemodells

Der Ringwall im Ottmaringer Holz ist eine kleinere Ungarnschutzburg bei Kissing im Landkreis Aichach-Friedberg in Schwaben. Die Wallanlage liegt etwa 150 Meter nördlich des heutigen Schlossgutes Mergenthau auf dem Lechrain.

## Geschichte
Wie bei den meisten frühmittelalterlichen oder älteren Wallanlagen fehlen auch hier jegliche schriftliche und mündliche Überlieferungen zur Geschichte des Burgplatzes.
Die heute sichtbaren Gräben und Erdwälle werden von der Bodendenkmalpflege als ungarnzeitlich interpretiert. Eine ungarnzeitliche Zeitstellung der Erdwerke wurde bereits 1955 von Barthel Eberl in seiner Abhandlung über die Lechfeldschlacht angenommen.
Als Reaktion auf die Ungarneinfälle des 10. Jahrhunderts entstanden auch im Bistum Augsburg einige große Schutzburgen, etwa die Haldenburg bei Schwabmünchen oder der Buschelberg bei Fischach. Neben diesen, auf höchste Anordnung entstandenen Großburgen legten die Grundherren und Dorfgemeinschaften zahlreiche kleinere Wallanlagen zum Eigenschutz an. Oft geschah dies durch den Ausbau älterer prähistorischer oder frühgeschichtlicher Befestigungen oder Siedlungsplätze. Bereits Widukind von Corvey spricht in seiner Chronik von kleineren Wallburgen auf dem Lechrain, von denen aus die flüchtenden Ungarn nach der Schlacht auf dem Lechfeld (955) aufgerieben wurden. Diese Befestigungsanlagen sollen besonders mit böhmischen Truppenkontingenten belegt gewesen sein.
Siehe auch: Abschnittsbefestigung Rederzhausen, Vorderer Schlossberg (Mering), Hinterer Schlossberg (Mering)

## Beschreibung
Die Wallburg wird im Westen durch den Steilabfall des Lechraines und im Süden durch einen Geländeeinschnitt geschützt, die sicherlich noch zusätzlich abgesteilt wurden. Unterhalb der etwa drei Meter hohen Wallkrone verläuft ein Absatz, wohl eine Berme oder ein verfüllter Hanggraben. In der Südwestecke liegt das ehemalige Haupttor. Ein natürlicher Einschnitt bildet eine v-förmige  Torgasse, der Wall springt beidseitig bastionsartig aus. Die Wallhöhe beträgt hier bis zu sieben Meter.
Im Norden und Osten ist der Wallgraben nur noch eineinhalb Meter hoch erhalten und wird durch einen neuzeitlichen Holzabfuhrweg zwei Mal durchschnitten.
An der inneren südlichen Torwange setzt ein halbmondförmiger, verflachter Innenwall mit vorgelegtem Graben an. Der etwa 30 Meter lange, noch ungefähr einen halben Meter hohe Wall dürfte auf eine Vorgängeranlage unbekannter Zeitstellung zurückgehen. Auf einer von Barthel Eberl publizierten ungenauen Planaufnahme (1951) sind weitere Reste dieses Wallgrabens dokumentiert, die heute im Gelände nicht mehr eindeutig auszumachen sind. Dem Plan zufolge lief der ältere Befestigungsabschnitt bogenförmig nach Nordwesten. Allerdings ist hier bereits der Verlauf des erhaltenen Teiles nicht korrekt wiedergegeben.
Der Grundriss der Burg verläuft polygonal mit abgerundeten Ecken (ca. 170 × 165 Meter). Die geknickte Wallführung im Südosten deutet auf ein weiteres Tor hin. Der moderne Holzabfuhrweg könnte hier durchaus eine ältere Wallöffnung markieren. Wilhelm Schneider  wies jedoch bereits 1989 in seiner Abhandlung über die südwestdeutschen Ungarnwälle auf den „bastionsartigen“ Wallverlauf einiger ungarnzeitlicher Befestigungsanlagen hin, der gelegentlich an neuzeitliche Festungswerke erinnert.
Den relativ niedrigen Erdwerken im Osten der Anlage waren wahrscheinlich zusätzlich Dornenhecken oder Baumverhaue als Annäherungshindernisse vorgelagert. Archäologisch lassen sich derartige Wehranlagen nur schwer nachweisen.
Durch den Geländeeinschnitt wird der Ringwall vom nahen Burgstall Mergenthau getrennt. Die Erdwerke dieser großen, ursprünglich welfischen Burg haben sich um das heutige Schlossgut größtenteils erhalten und bilden zusammen mit dem Ringwall ein eindrucksvolles Ensemble.
Der Ringwall wurde zusammen mit dem Burgstall 1975 durch das Bayerische Landesamt für Denkmalpflege vermessen und topographisch aufgenommen.
Das Landesamt für Denkmalpflege verzeichnet das Bodendenkmal als frühmittelalterlichen Ringwall unter der Denkmalnummer D 7-7631-0061.

## Beschädigung 2013
Im Zuge von Forstarbeiten (Wegebau) wurde Anfang 2013 der Wallfuß der Westseite bis zu einer Höhe von einem Meter abgeschoben. Besonders stark betroffen sind der ehemalige Tor- und der Südwestbereich der Wallanlage.